# Новинки (городской округ Нижний Новгород)
Нови́нки — посёлок в составе городского округа Нижний Новгород Нижегородской области России. Административный центр Новинского сельсовета.

## География
Посёлок расположен на возвышенном правом берегу реки Оки, при автомобильной трассе Р125.

## История
Исторически на месте Новинок существовали два селения, Новосельцевские Новинки (по имени бывшего владельца Новосильцева) и Береговые Новинки. Оба были приписаны к приходу церкви с. Борисовское (ныне Ближнее Борисово). В 1740-е гг. помещик Новосильцев, приобретя с. Апраксино в Арзамасском уезде, переселил туда своих дворовых из деревни Новинки.
В середине 1960-х в посёлке создана экспериментально-опытная база НИИХ для производства пользующейся спросом наукоёмкой химической продукции.
В 1969 году в институте на опытной базе «Новинки» под руководством Дмитрия Вяхирева было организовано опытное производство эталонных углеводородов.
В 1990-х годах в посёлке была открыта база горнолыжного туризма.
В 2010-х в посёлке развернулось активное строительство многоквартирных домов, строятся ЖК «Окский Берег», «Стрижи», «Акварель» и «Smart city». С их постройкой посёлок станет, по факту, спальным районом Нижнего Новгорода.

### Административно-территориальная принадлежность
До 2020 года посёлок Новинки находился в составе Богородского района.
Для решения возникших трудностей с достройкой жилых комплексов, властями было инициировано включение посёлка в состав Нижнего Новгорода.
С 1 января 2020 года в состав Нижнего Новгорода был включён Новинский сельсовет, в составе следующих сельских населённых пунктов: сельский посёлок Новинки — административный центр, деревня Комарово, сельский посёлок Кудьма, деревня Кусаковка, деревня Новопавловка, деревня Ромашково, деревня Сартаково.

## Население
| 1999 | 2002  | 2010  | 2021  |
| ---- | ----- | ----- | ----- |
| 1923 | ↗1940 | ↗2190 | ↗9606 |

## Инфраструктура
Основой экономики посёлка было химпроизводство; в XXI веке экономика переориентировалась в сторону рекреационного туризма, как место индивидуальной и массовой застройки жилья, с развитием необходимой инженерной инфраструктуры.
Открыты МБОУ Школа № 88 Новинская, Новинская школа. Действуют пляжи, горно-лыжный курорт.
13 ноября 2021 года митрополит Георгий освятил храм в честь святителя Спиридона Тримифунтского.

## Транспорт
Посёлок расположен на автомобильной трассе Р125 Нижний Новгород—Муром—Касимов, в 3 км от автодороги федерального значения Р158.
Общественный транспорт представлен одним городским и пригородными автобусными маршрутами, следующими из Нижнего Новгорода:
- № А-1 пл. Минина и Пожарского — ЖК «Окский Берег».
- № 206 Автостанция «Щербинки» — Богородск.
- № 218 Автостанция «Щербинки» — Доскино.
- № 219 Автостанция «Щербинки» — п. Буревестник.
- № А-46  АО «Нител» — ЖК «Стрижи» (через ЖК «Акварель»).
- № 322 Микрорайон Щербинки-2 — 2-й микрорайон (г. Богородск).
- № А-15 Станция «Петряевка» — ЖК «Окский Берег»